# Сасалбо (Маса-Карара)
Сасалбо је насеље у Италији у округу Маса-Карара, региону Тоскана.
Према процени из 2011. у насељу је живело 201 становника. Насеље се налази на надморској висини од 825 м.